# La vida somiada de Miss Fran
La vida somiada de Miss Fran (títol original en anglès, Sometimes I Think About Dying) és una pel·lícula de comèdia dramàtica romàntica estatunidenca del 2023 dirigida per Rachel Lambert i escrita per Kevin Armento, Stefanie Abel Horowitz i Katy Wright-Mead. Està basada en l'obra de teatre Killers (2014) del mateix Armento i en un curtmetratge estrenat el 2019, dirigit i coescrit per Horowitz. La pel·lícula és protagonitzada per Daisy Ridley, Dave Merheje, Parvesh Cheena, Marcia DeBonis, Meg Stalter, Brittany O'Grady i Bree Elrod. S'ha doblat i subtitulat al català.
La pel·lícula es va estrenar al Festival de Cinema de Sundance el 19 de gener de 2023. I va arribar als cinemes el 26 de gener de 2024.